# 14.º Grupo Aéreo del Cuerpo de Marines
El 14.º Aéreo del Cuerpo de Marines (en inglés: Marine Aircraft Group 14, MAG-14) es una unidad de aviación del Cuerpo de Marines de los Estados Unidos basada en la Estación Aérea del Cuerpo de Marines de Cherry Point, Carolina del Norte que actualmente está compuesta de cuatro escuadrones de AV-8B Harrier, cuatro escuadrones de EA-6B Prowler, un escuadrón de KC-130, un escuadrón de mantenimiento y logística y un escuadrón de apoyo al ala.

## Misión
Llevar a cabo operaciones de apoyo aéreo ofensivo, guerra antiaérea, guerra electrónica, apoyo al asalto y reconocimiento aéreo para apoyar a la Fuerza de Tareas Aero-Terrestre de Marines o fuerzas conjuntas y de coaliciones, y conducir el programa de entrenamiento de los reemplazos para la flota con el propósito de proporcionar tripulaciones aéreas capaces de combatir a los escuadrones operacionales.

## Unidades subordinadas
Escuadrones AV-8B Harrier
- VMA-223
- VMA-231
- VMA-542
- VMAT-203

Escuadrones EA-6B Prowler
- VMAQT-1
- VMAQ-2
- VMAQ-3
- VMAQ-4

Escuadrón KC-130
- VMGR-252

Escuadrón de mantenimiento
- MALS-14

Escuadrón de apoyo del Ala
- MWSS-271

Escuadrón de Vehículos No Tripulados de la Infantería de Marina
- VMU-2

## Historia

### Segunda Guerra Mundial
El MAG-14 fue formado en el entonces Camp Kearny, California el 1 de marzo de 1942. El núcleo para el nuevo grupo aéreo provino del MAG-11 que recién había llegado desde la Estación Aérea del Cuerpo de Marines de Quantico después del ataque a Pearl Harbor ocurrido al 7 de diciembre de 1941. Ellos permanecieron entrenando hasta que fueron desplegados al Teatro del Pacífico en octubre de 1942. Poco después el grupo arribó a Guadalcanal relevando al MAG-23 el 16 de octubre de 1942 para convertirse en parte de la Fuerza Aérea Cactus (en inglés: Cactus Air Force). El grupo participaría en la Batalla de las Islas Santa Cruz solo días 10 días más tarde. En noviembre de 1942 ellos participaron en la Batalla naval de Guadalcanal y continuó combatiendo sobre los cielos de la isla hasta el 4 de abril de 1943 fecha en que ellos fueron enviados a Auckland, Nueva Zelanda para descansar y reequiparse.
El MAG-14 regresó a las Islas Salomón en agosto de 1943 y configuró el Comando de Cazas en Munda. El siguiente mes parte del grupo se movió a Ondonga y posteriormente más unidades fueron enviadas a Vella Lavella. Desde estos lugares ellos apoyaron a los infantes de marina y a los soldados estadounidenses y aliados durante la Campaña de Nueva Georgia y la Campaña de Bougainville.
El 15 de febrero de 1944 las tropas neozelandeses capturaron las Islas Verdes ubicadas en Papúa Nueva Guinea. Menos de dos semanas más tarde los aviones del MAG-14 estaban operando desde una pista de aterrizaje ubicada allí y conocida como Lagoon Field (en castellano: Campo Laguna). Desde allí, las unidades del MAG-14 continuarían manteniendo presión sobre las aisladas guarniciones japonesas de Rabaul y Kavieng.
Para el 24 de enero de 1945, cuatro escuadrones de caza del MAG-14 estaban operando desde Guiuan en el norte de Filipinas en la provincia de Sámar Oriental. Durante los combates en Filipinas el grupo fue responsable por proteger los convoyes y apoyar al ejército y a las guerrilleros filipinos en las islas de Negros, Mindanao, Cebú y Leyte.
Después de la guerra el grupo regresó al Aeródromo Auxiliar del Cuerpo de Marines de Oak Grove en febrero de 1946 y fue desactivado.

### Guerra del Golfo y la década de 1990
Durante la Operación Tormenta del Desierto, el MAG-14 voló misiones de combate nocturno en la profundidad del territorio de Irak y Kuwait y cooperó en la destrucción de la artillería de la Guardia Republicana Iraquí. El VMA-231 y el VMA-542 proporcionaron más de 2000 ataques y al mismo tiempo lanzaron cerca de 2 041 165 kilos de armamento entre enero y febrero de 1991.
En noviembre de 1999, el 2.º Escuadrón de Vehículos Aéreos No Tripulados del Cuerpo de Marines (VMU-2), que operaba el vehículo aéreo no tripulado RQ-2A Pioneer fue reasignado desde el MAG-14 al 28.° Grupo de Control Aéreo del Cuerpo de Marines de acuerdo a la decisión del Grupo de Planificación de Estructura de la Fuerza del Cuerpo de Marines.